# Concurrent versions system
Concurrent versions system (CVS) är ett system för versionshantering, ofta använt i projekt med öppen källkod. CVS håller reda på historiken över förändringar av filer i ett projekt och tillåter flera användare att arbeta tillsammans från olika platser. CVS är fri programvara och licensierad under GNU General Public License.
Trots sin popularitet har CVS ett antal välkända tillkortakommanden som andra versionshanteringssystem försöker avhjälpa. Subversion (SVN) är ett sådant system som kan kallas en direkt efterföljare till CVS, då mycket av systemet är uppbyggt på samma sätt, men med misstagen från tidigare i åtanke och i många fall åtgärdade.